# Rhopaloskelus biseriatus
Rhopaloskelus biseriatus är en mångfotingart som beskrevs av Karl Wilhelm Verhoeff 1939. Rhopaloskelus biseriatus ingår i släktet Rhopaloskelus och familjen Dalodesmidae. Inga underarter finns listade i Catalogue of Life.